# Lars Mikkelsen

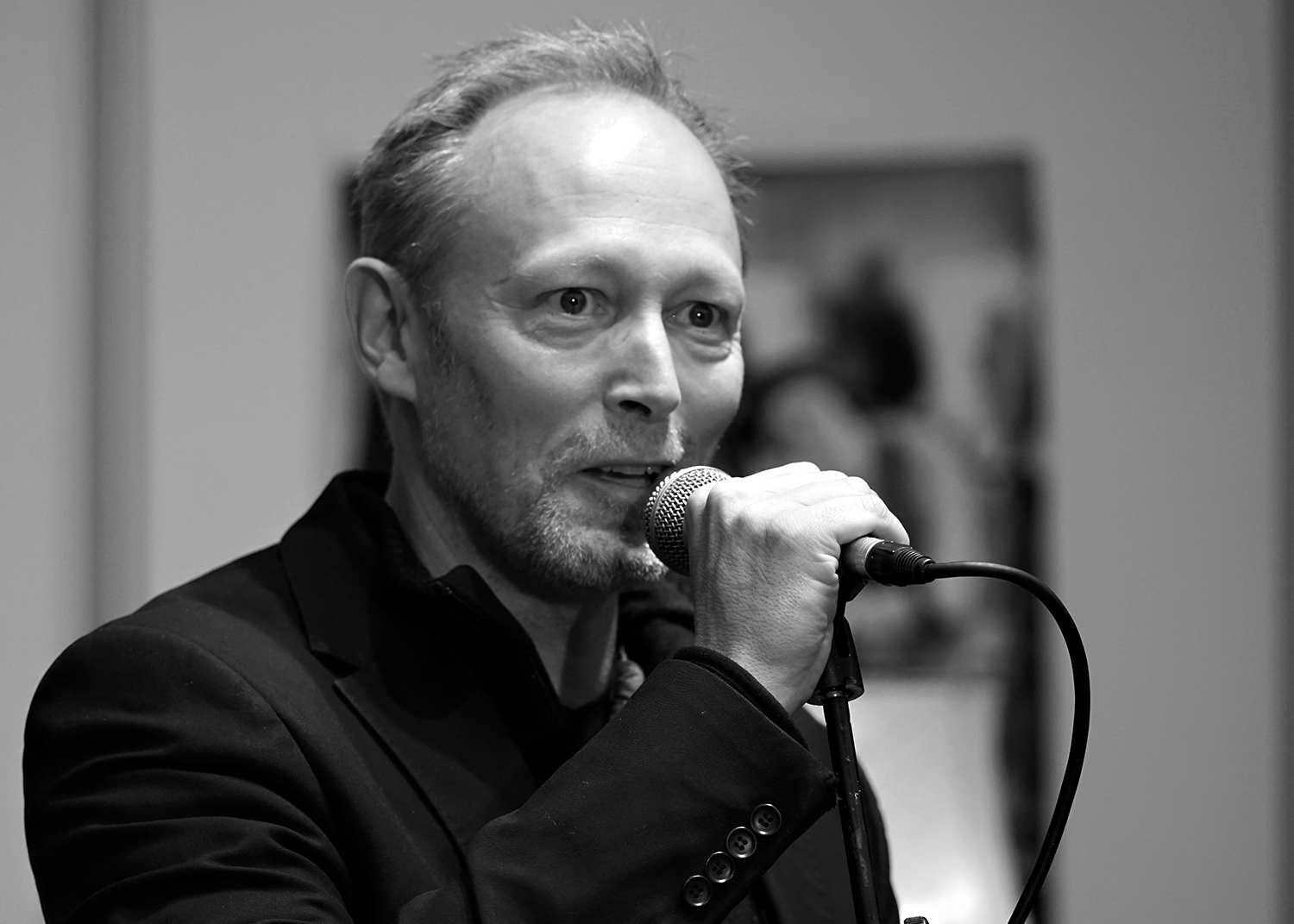
Lars Mikkelsen (2015)

Lars Dittmann Mikkelsen (* 6. Mai 1964 in Kopenhagen) ist ein dänischer Schauspieler, der in Deutschland vor allem bekannt ist durch seine Rollen als Charles Augustus Magnussen in der BBC-Serie Sherlock, als Viktor Petrov in der US-amerikanischen Fernsehserie House of Cards und als Großadmiral Thrawn in zwei Star-Wars-Serien.

## Leben
Lars Mikkelsen wuchs mit seinem jüngeren Bruder Mads, der ebenfalls Schauspieler ist, in Kopenhagen auf, dort besuchte er von 1991 bis 1995 die Staatliche Theaterschule. Danach erhielt er Engagements an verschiedenen dänischen Bühnen, unter anderem als Mephisto am Königlichen Theater in Kopenhagen oder am Østre-Gasværk-Theater, an dem er den Othello spielte.
Parallel zu seiner Theaterkarriere trat er ab Mitte der 1990er Jahre in dänischen Film- und Fernsehproduktionen in Erscheinung. Er war unter anderem in den populären Fernsehserien Ederkoppen (2000) und Nikolaj og Julie (2003) zu sehen, während er in der Emmy-gekrönten Serie Unit One – Die Spezialisten (2002) an der Seite seines Bruders agierte. Mit ihm stand er auch in Lotte Svendsens Kurzfilm Café Hector (1996) oder Ole Christian Madsens Kinoproduktion Tage des Zorns (2008) vor der Kamera. Seine bisher erfolgreichste Filmrolle spielte er erneut unter der Regie von Ole Christian Madsen in dessen Dogmafilm Kira (2001). In dem Drama war er als Ehemann von Stine Stengade zu sehen, die nach einem Aufenthalt in der Psychiatrie den quälenden Wiedereinstieg in den Alltag mit Kindern wagt. Für den Part des Mads erhielt er 2002 eine Nominierung für den dänischen Filmpreis Bodil als Bester Hauptdarsteller.
Einem breiten deutschsprachigen Publikum wurde Mikkelsen durch die ZDF-Koproduktion Kommissarin Lund – Das Verbrechen an der Seite von Sofie Gråbøl bekannt. In der Serie, die von September bis November 2008 in Deutschland ausgestrahlt wurde, übernahm er die Rolle des Schulsenators Troels Hartmann, der mitten im Wahlkampf um das Bürgermeisteramt in Kopenhagen mit dem Mord an einer Schülerin konfrontiert wird. 2014 spielte Mikkelsen in der dritten Staffel der BBC-Fernsehserie Sherlock Charles Augustus Magnussen, den Gegenspieler von Sherlock Holmes. Von 2015 bis 2017 war er als russischer Präsident an der Seite von Kevin Spacey in der Netflix-Fernsehserie House of Cards zu sehen. In den Star-Wars-Serien Rebels und Ahsoka spricht und verkörpert er die Figur des imperialen Großadmiral Thrawn.
2002 wurde Mikkelsen der Lauritzen-Preis zugesprochen, 2010 wurde Mikkelsen für die Hauptrolle eines Personalberaters in Rumle Hammerichs Thriller Headhunter mit dem dänischen Filmpreis Robert ausgezeichnet. 2018 wurde er für seine Rolle in Die Wege des Herrn mit dem International Emmy Award ausgezeichnet.
Lars Mikkelsen ist seit 1989 mit seiner Schauspielkollegin Anette Støvelbæk verheiratet. Aus der Ehe gingen zwei Söhne hervor.

## Filmografie (Auswahl)

### Filme
- 1995: Lille John (Fernsehfilm)
- 1996: Café Hector (Kurzfilm)
- 1997: Royal Blues
- 1999: Seth
- 1999: Under overfladen
- 2001: Kira (En kærlighedshistorie)
- 2003: Afgrunden
- 2004: King’s Game (Kongekabale)
- 2005: Nordkraft
- 2005: Die wundersamen Reisen des Hans Christian Andersen (H.C. Andersen – historien om en digter)
- 2007: Cecilie
- 2007: Insel der verlorenen Seelen (De fortabte sjæles ø)
- 2008: Was niemand weiß (Det som ingen ved)
- 2008: Tage des Zorns (Flammen & Citronen)
- 2009: Headhunter
- 2009: Flugten
- 2010: Die Wahrheit über Männer (Sandheden om mænd)
- 2010: Gekidnappt (Kidnappet)
- 2012: Viceværten
- 2014: When Animals Dream (Når dyrene drømmer)
- 2014: Montana – Rache hat einen neuen Namen (Montana)
- 2015: 9. April – Angriff auf Dänemark (9. april)
- 2016: Der Tag wird kommen (Der kommer en dag)
- 2017: Vinterbrødre
- 2021: Venuseffekten
- 2022: Kysset
- 2025: Dalloway

### Fernsehserien
- 1997–1998: Strisser på Samsø (8 Folgen)
- 2000: Edderkoppen (6 Folgen)
- 2002: Unit One – Die Spezialisten (Rejseholdet, Folgen 3x05–3x06)
- 2003: Nikolaj og Julie (10 Folgen)
- 2004–2007: Krøniken (9 Folgen)
- 2007: Kommissarin Lund – Das Verbrechen (Forbrydelsen, 20 Folgen)
- 2011: Nordlicht – Mörder ohne Reue (Den som dræber, 12 Folgen)
- 2011: Unter anderen Umständen – Mord im Watt
- 2013: Borgen – Gefährliche Seilschaften (Borgen, 5 Folgen)
- 2014: Sherlock (Folgen 3x01, 3x03)
- 2014: 1864 – Liebe und Verrat in Zeiten des Krieges (1864, Fernsehserie, Folgen 1x01–1x02)
- 2015: The Team (8 Folgen)
- 2015–2018: House of Cards (13 Folgen)
- 2016–2018: Star Wars Rebels
- 2017: Historien om Danmark (Dokumentationsserie, 10 Folgen)
- 2017–2018: Die Wege des Herrn (Herrens veje, 20 Folgen)
- 2019–2023: The Witcher (11 Folgen)
- 2020–2022: Devils (16 Folgen)
- 2022: Borgen – Macht und Ruhm (4. Staffel)
- seit 2023: Ahsoka (Folgen 1x06–1x08)
- 2024: Star Wars: Geschichten des Imperiums (Tales of the Empire, Folge 2x02, Stimme)
- seit 2024: Befruchtet (Skruk)